# Ikposso
L’ikposso ou kposso (ɩkpɔsɔ en ikposso) est une langue kwa parlée par les Akpossos dans l’ouest de la Région des plateaux au Togo et dans l’est du Ghana.

## Écriture
| Majuscules | A | Ǝ | B  | D | Dz | E | Ɛ | F | G | Gb | Ɣ  | H | I | Ɩ | K | Kp | L |
| Minuscules | a | ǝ | b  | d | dz | e | ɛ | f | g | gb | ɣ  | h | i | ɩ | k | kp | l |
|            |   |   |    |   |    |   |   |   |   |    |    |   |   |   |   |    |   |
| Majuscules | M | N | Ny | Ŋ | O  | Ɔ | P | R | S | T  | Ts | U | Ʋ | V | W | Y  | Z |
| Minuscules | m | n | ny | ŋ | o  | ɔ | p | r | s | t  | ts | u | ʋ | v | w | y  | z |

Les tons haut et bas ne sont pas distingués dans l’orthographe.

## Prononciation
|           | Antérieur | Central | Postérieur |
| --------- | --------- | ------- | ---------- |
| Fermé     | i         |         | u          |
| Pré-fermé | ‹ ɩ › ɪ   |         | ‹ ʋ › ʊ    |
| Mi-fermé  | e         |         | o          |
| Moyen     |           | ə       |            |
| Mi-ouvert | ɛ         |         | ɔ          |
| Ouvert    | a         |         |            |

|          | Bilabial | Bilabial | Labiale- vélaire | Labiale- vélaire | Labio- dental | Labio- dental | Alvéolaire | Alvéolaire | Post- alvéolaire | Post- alvéolaire | Labio- palatal | Labio- palatal | Palatal | Palatal | Vélaire | Vélaire | Labio- vélaire | Labio- vélaire | Glottal | Glottal |
| -------- | -------- | -------- | ---------------- | ---------------- | ------------- | ------------- | ---------- | ---------- | ---------------- | ---------------- | -------------- | -------------- | ------- | ------- | ------- | ------- | -------------- | -------------- | ------- | ------- |
| Occlusif | p        | b        | kp               | ɡb               |               |               | t          | d          | tʃ               | dʒ               |                |                |         |         | k       | ɡ       |                |                |         |         |
| Nasal    | m        | m        |                  |                  |               |               | n          | n          |                  |                  |                |                | ɲ       | ɲ       | ŋ       | ŋ       |                |                |         |         |
| Fricatif |          |          |                  |                  | f             | v             | s          | z          |                  |                  |                |                |         |         |         |         |                |                | h       | h       |
| Spirant  |          |          |                  |                  |               |               | l          | l          |                  |                  |                |                | j       | j       | ɣ       | ɣ       | w              | w              |         |         |
| Roulé    |          |          |                  |                  |               |               | r          | r          |                  |                  |                |                |         |         |         |         |                |                |         |         |